# Telegraph (Schiff, 1847)
Der Raddampfer Telegraph wurde 1847 in der Schiffswerft Buckau gebaut. Das Schiff wurde mit der Baunummer 25 auf Kiel gelegt.

## Die Zeit bis 1873
Nach der Indienststellung als Glattdeckdampfer im Frühjahr 1847 fuhr das Schiff für die Vereinigte Hamburg-Magdeburger Dampfschiffahrts-Compagnie. Ab dem 13. August 1847 wurde es für 10 Taler monatlich von der Königlich privilegierte Sächsische Dampfschiffahrts-Gesellschaft die im April 1849 in die Vereinigte Sächsisch-Böhmische Dampfschiffahrt umgewandelt wurde, gechartert. Eingesetzt wurde das Schiff zwischen April und Oktober auf der Linie Dresden – Meißen. 1851 wurde die Charterung beendet.
1873 wurde es an die Magdeburger Lust – Dampfschiffahrts – Gesellschaft verkauft.

## Die Zeit nach dem Verkauf
Über den Einsatz in Magdeburg ist nichts bekannt. 1881 kaufte die Kette, Deutsche Elbschiffahrts-Gesellschaft das Schiff. 1882 wurde das Schiff außer Dienst gestellt und abgewrackt.

## Die Dampfmaschine
Die Dampfmaschine war eine oszillierende Niederdruck-Zweizylinder-Zwillings-Dampfmaschine mit Einspritzkondensation und einer Leistung von 120 PS.